# Кравець Дар'я Дмитрівна
Дар'я Дмитрівна Кравець (нар. 21 березня 1994, Красний Лиман, Донецька область, Україна) — українська футболістка, захисниця збірної України.

## Клубна кар'єра
Футбольну кар'єру розпочала в чернігівському «Спартаку». У 2011 році перейшла до «Легенди». У іменитій чернігівській команді відіграла один сезон: 7 матчів та 6 голів у чемпіонаті України та 1 поєдинок у кубку України. Наступного року Кравець перейшла до «Нафтохіміка». У складі калуського колективу в чемпіонаті України зіграла 10 матчів (4 голи), 3 поєдинки в зимовому чемпіонаті України та 3 матчі в кубку України. Сезон 2013 року провела в складі хірківського «Житлобуда-2» (2 матчі, 1 гол) та «Нафтохіміку» (1 матч, 1 гол).
У 2014 році виїхала до Росії, де підписала контракт з «Мордовочкою». Дебютувала за нову команду 13 квітня 2014 року в програному (1:3) домашньому поєдинку 1-о туру чемпіонату Росії проти «Рязані-ВДВ». Дар'я вийшла на поле в стартовому складі та відіграла увесь матч. У чемпіонаті Росії за «Мордовочкою» зіграв 9 матчів. Наступного року перейшла до «Зоркого», за який дебютувала 30 травня 2015 року в програному (1:3) виїзному поєдинку 6-о туру чемпіонату Росії проти «Зірки-2005». Кравець вийшла на поле в стартовому складі, а на 28-й хвилині її замінила Світлану Цідікову.
У 2016 році переїхала до Казахстану, де підписала контракт з місцевим БІІК-Казигурт. У дебютному сезоні виходила на поле часто, була основною гравчинею. У чемпіонаті країни 2016 зіграла 12 матчі (1 гол), у кубку країни — 3 матчі (1 гол), а також 7 разів виходила на поле в матчах Ліги чемпіонів УЄФА. У наступні два сезони двічі допомагала БІІК-Казигурт виграти казахський Чемпіоншип.
Влітку 2019 року підписала контракт з клубом «Реймс», в складі якого виступала в сильнішому жіночому чемпіонаті Європи — французькому Дивізіоні 1.
В серпні 2021 року Кравець перебралась в італійську Серію А.

## Кар'єра в збірній
21 жовтня 2010 року дебютувала за збірну України WU-17 в переможному (6:1) домашньому поєдинку першого відбіркового раунду чемпіонату Європи WU-17 проти Казахстану. Загалом за 17-річних українок зіграла 3 матчі. 
З 2012 по 2014 рік виступала в збірній України WU-19 (12 матчів, 3 голи). 
За головну жіночу збірну дебютувала 13 вересня 2014 року в переможному (8:0) домашньому поєдинку кваліфікації до чемпіонату світу-2015 проти Туреччини. Кравець вийшла на поле на 67-й хвилині, замінивши Ірину Василюк. 
Вперше в складі збірної відзначилася голом 4 березня 2016 року на 84-й хвилині переможного (4:0) виїзного поєдинку проти Албанії в кваліфікації до Євро-2017. Дар'я вийшла на поле в стартовому складі та відіграла увесь матч.

## Особисте життя
Дар'я Кравець позиціонує себе як відкрита лесбійка. У стосунках із російською захисницею — Крістіной Машковой.
В грудні 2023 року Кравець стала фігуранткою пропагандистського відеосюжету телеканалу «Росія-1» про українців, які намагаються потрапити до їхньої країни. Захисниця національної збірної України приїхала до РФ, щоб нібити грати за місцеву команду, проте не отримала дозволу на в'їзд.